# Eerste Kamerverkiezingen 2015/Kandidatenlijst/50PLUS
De kandidatenlijst van 50Plus voor de Eerste Kamerverkiezingen 2015 werd op 30 april 2015 definitief vastgesteld door het centraal stembureau voor deze verkiezingen.
1. Jan Nagel (m) Hilversum
2. Martin van Rooijen (m) Oegstgeest
3. Martine Baay (Martine) (v) Huizen
4. John Struijlaard (m) Rotterdam
5. Maurice Koopman (m) Amersfoort
6. Monique van de Griendt (v) Amsterdam
7. Jan Waterlander (m) Leeuwarden
8. Richard De Mulder (m) Rotterdam
9. Joop van Orsouw (m) Oss
10. Hylke ten Cate (m) Haarlem
11. Bart van Wijck (m) Wijk aan Zee
12. Pietsje Spijkstra (v) Ternaard
13. Hein Meijer H. (m) Heerlen
14. Erik Boshuijzen (m) Almere
15. Frits Colnot (m) Blijham
16. Cees Steendam Visser (m) Amsterdam

VVD · PVV · CDA · D66 · GroenLinks · SP · PvdA · ChristenUnie · Partij voor de Dieren · 50PLUS · SGP · OSF